# Laccaria laccata
Laccaire laqué, Clitocybe laqué
Espèce
Laccaria laccata, le Laccaire laqué, est une espèce de champignons basidiomycètes, comestible, de la famille des Hydnangiacées. C'est l'espèce type du genre Laccaria.

## Description
Le chapeau va de 2 à 5 cm. Il est globuleux puis convexe, légèrement ombiliqué, enfin étalé.
La cuticule est fauve-orangé, lisse et un peu pruineuse.
Les lames sont inégales et espacées, rose-orangées, devenant pruineuses par la sporée blanche.
Le stipe, de 5 à 8 cm, est grêle, ferme, fibreux, tortueux et strié, de la couleur du chapeau.
La chair est mince, rose carné
L'odeur et sa saveur sont faibles.

### Caractéristique hygrophane
Il s'agit, comme tous les Laccaria, d'un champignon très hygrophane et donc, sans même parler de ses nombreuses variétés ni des espèces proches, extrêmement variable en consistance et en couleur selon le temps qu'il a fait.

## Habitat
Assez commun, il pousse de l'été à l'automne dans les endroits les plus humides des bois de feuillus comme de conifères, souvent dans la mousse, parfois en troupes nombreuses et en compagnie de son cousin le Laccaire améthyste. Champignon pionnier, excellent mycorhizien.

## Comestibilité
Bien que peu charnu, le laccaire laqué est un bon comestible, comparable au marasme des Oréades. Certains jugent le laccaire améthyste plus savoureux, il est surtout plus joli. L'un comme l'autre s'accommodent parfaitement en mélange avec d'autres espèces, idéalement quelques chanterelles en tube dont ils partagent parfois les emplacements. Ils en prennent alors aussi le parfum.
L'espèce a la capacité de concentrer du césium 137.

## Espèces proches et risques de confusion
Outre une dizaine de variétés, le Laccaire laqué est le chef de file de plusieurs espèces proches telles que Laccaria proxima (comme son nom l'indique), Laccaria tortilis ou encore Laccaria bicolor, au pied violet, sorte d'état intermédiaire avec Laccaria amethystea. Au niveau macroscopique, elles ne se distinguent souvent que par des petits écarts de teinte ou de taille.
Il peut également se confondre, plus ou moins dangereusement, avec des marasmes, des omphalines, voire des mycènes roses, de petits inocybes ou dermocybes. Le meilleur critère d'identification est sans doute l'aspect des lames, espacées, concolores au chapeau en plus clair, blanchissant par les spores, mais les risques de confusion subsistent : contrairement à l'améthyste, le laccaire laqué, que les Anglais appellent the deceiver (le trompeur), n'est pas un champignon pour des débutants.

## Galerie

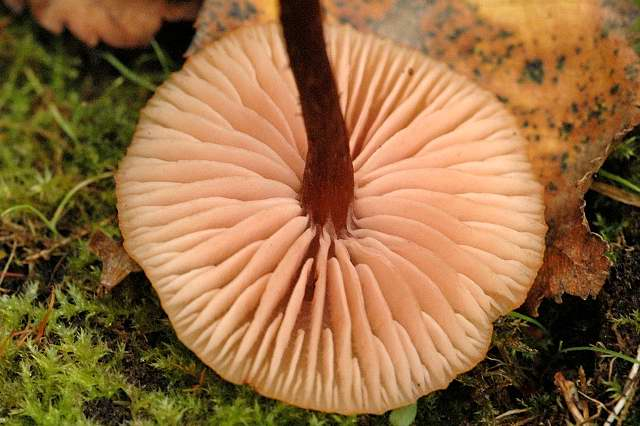
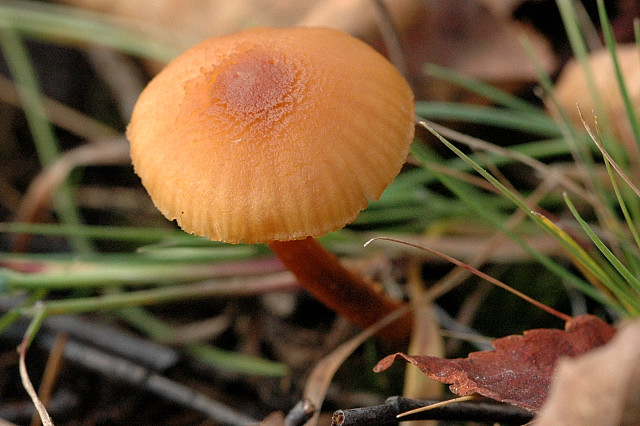
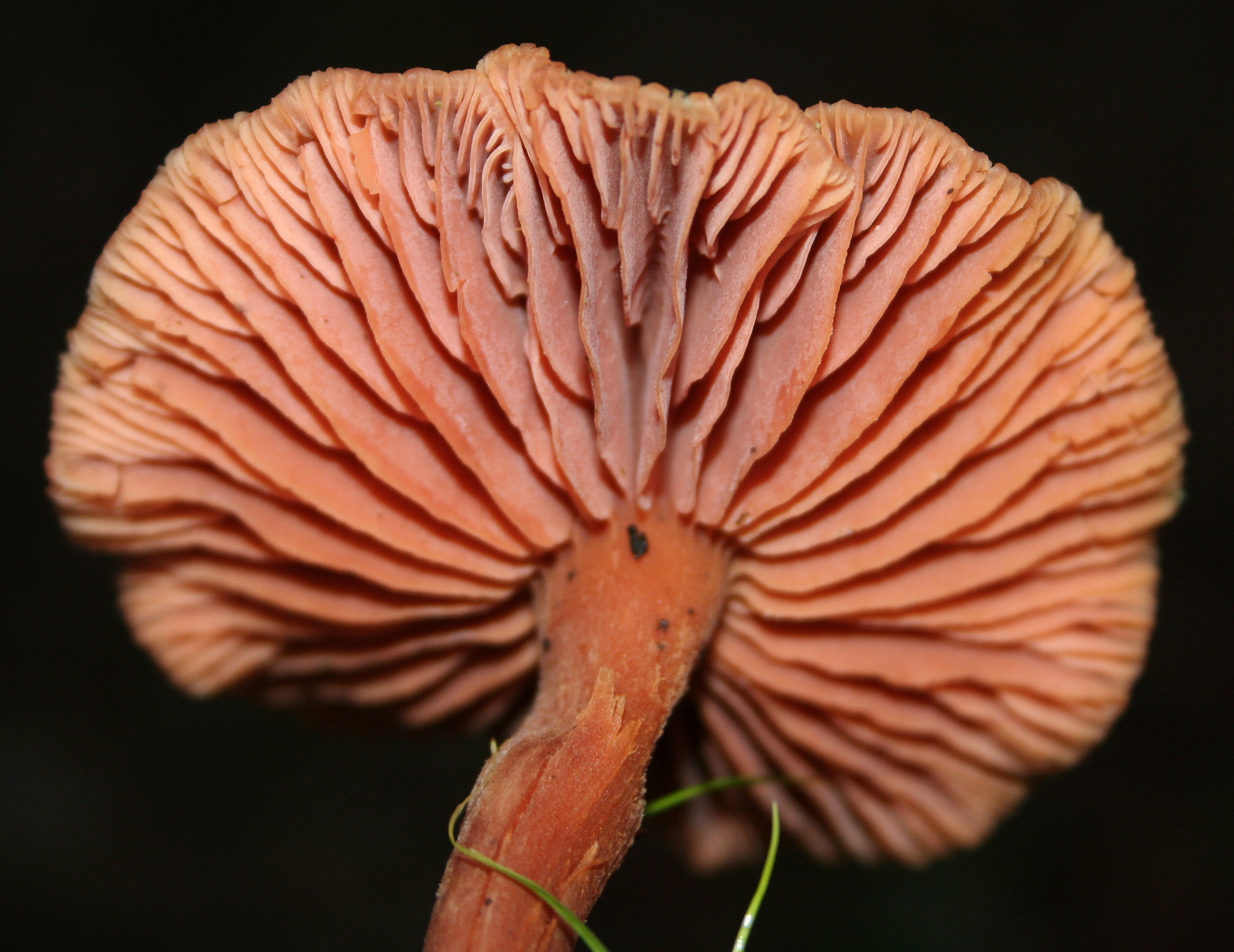
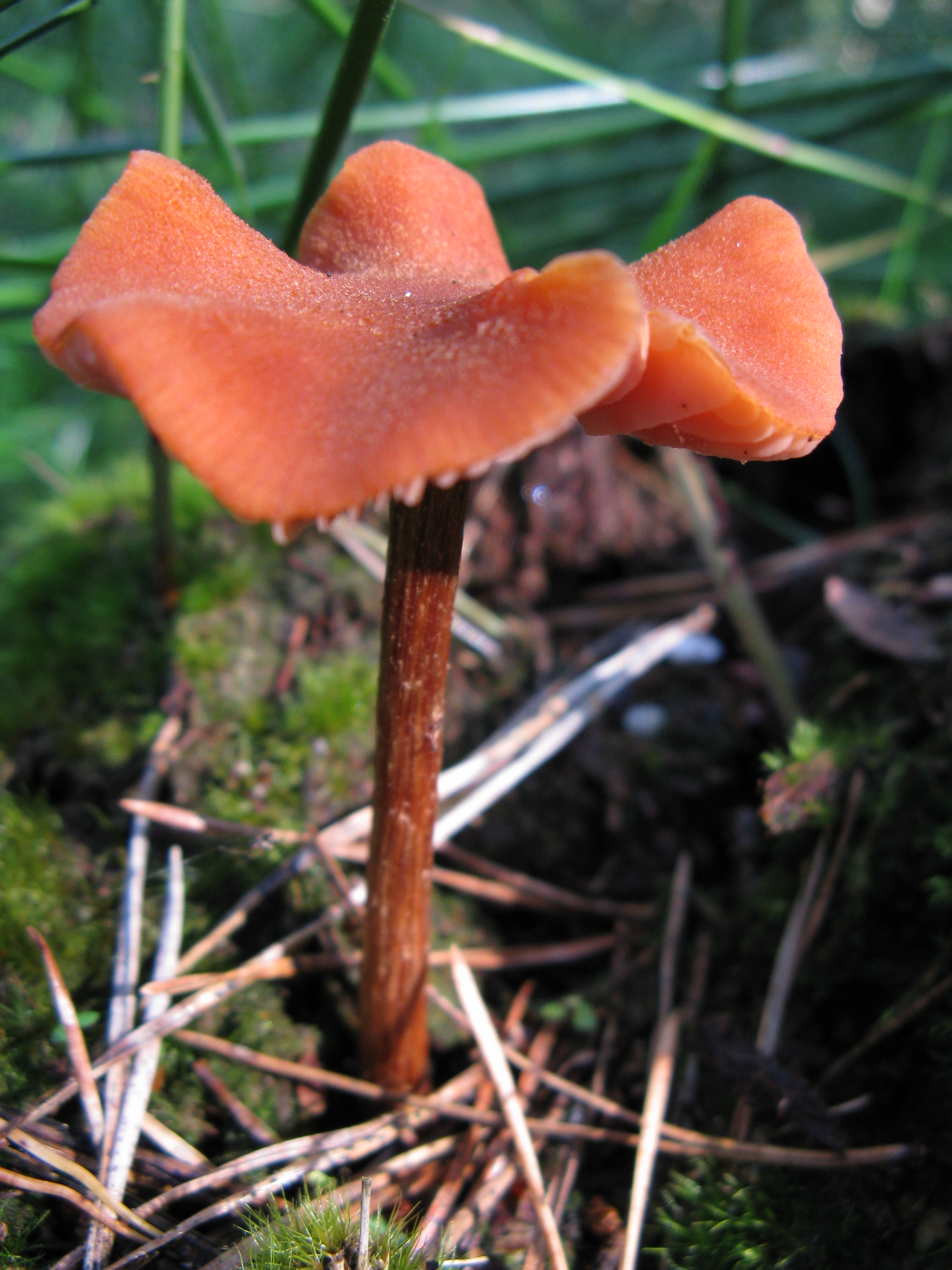
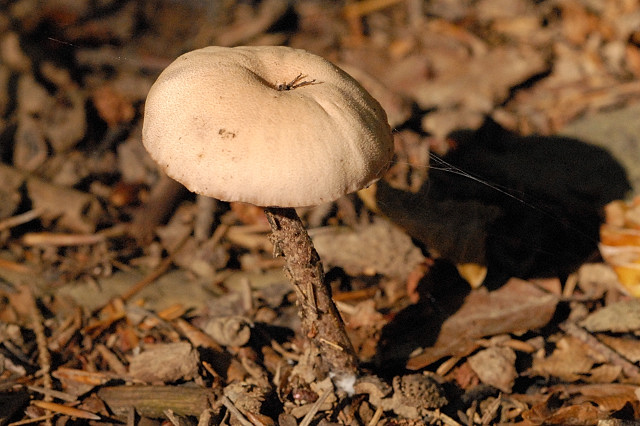
Laccaria amethystina âgé